# Frederik Nachtweh

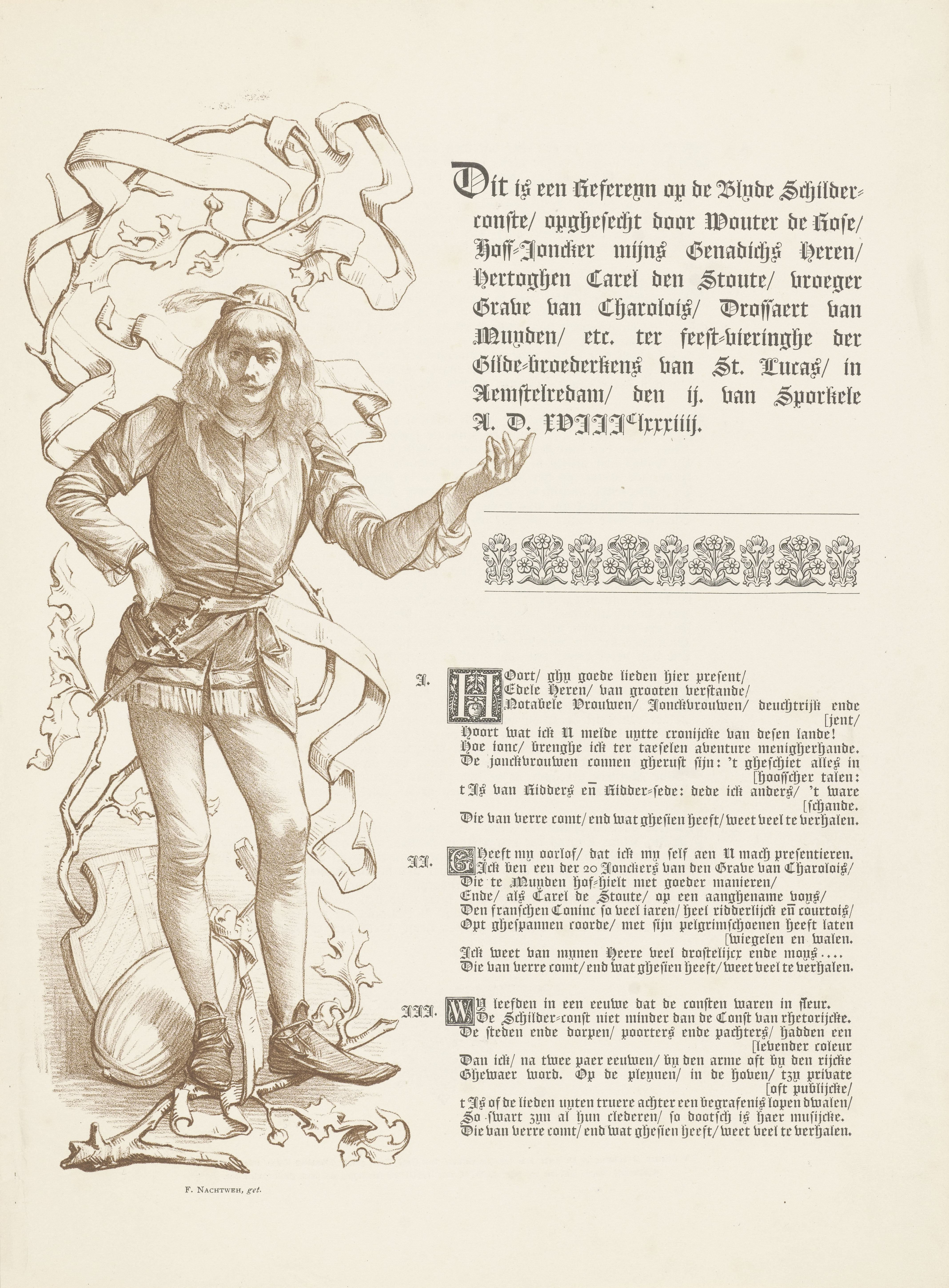
Nachtwehs tekening van een man in historisch kostuum (1884) bij een gedicht van Joseph Alberdingk Thijm

Johannes Hendrik Frederik Coenraad (Frederik) Nachtweh (Deventer, 21 februari 1857 – Rotterdam, 1 maart 1941) was een Nederlandse schilder, aquarellist, tekenaar en academiedocent.

## Leven en werk
Frederik Nachtweh was een zoon van Johannes Hendrik Georg Nachtweh, trompetter-majoor, en Geertruida Maria Rommenie. Hij werd opgeleid aan de Deventer Tekenschool bij Jan Striening. Hij behaalde in 1878 de MO-akte voor handtekenen. Een jaar eerder was hij al -op proef- aangenomen als hulpleraar handtekenen aan de Tekenschool. Hij vervolgde zijn opleiding aan de Rijksakademie van beeldende kunsten als leerling van August Allebé en Barend Wijnveld. Nachtweh ontving tweemaal de Koninklijke Subsidie voor Vrije Schilderkunst (1882, 1883). Hij was tekenleraar in Amsterdam tot hij in 1884 verhuisde naar Rotterdam. Hij trouwde het jaar erop met Jannette Jacoba Amelia Roest (1863-1950), uit dit huwelijk werden vijf kinderen geboren.
Nachtweh schilderde en tekende onder meer stadsgezichten, landschappen, stillevens, portretten en genrevoorstellingen in de trant van de Haagse School. Volgens Scheen werden zijn schilderijen "van de signatuur ontdaan en van een meer bekende 'Haagse School'-naam voorzien". Hij was lid van Arti et Amicitiae en nam deel aan diverse exposities, zoals de tentoonstellingen van Levende Meesters en de Internationale Koloniale en Uitvoerhandel Tentoonstelling, waarbij zijn werk meerdere malen werd bekroond.
In 1884 werd Nachtweh docent aan de Academie van Beeldende Kunsten en Technische Wetenschappen in Rotterdam. Tot zijn leerlingen behoorden Gerard Altmann, Floris Arntzenius, Cornelia Baumann, Else Biermans, Gesina Boevé, Willem Boon, Arie Broere, Agnes Canta, Jan van Heel, Toon Kelder, Hortense Kempe, Gerrit David Labots, Henri van Lamoen, Louis Landré, Rijk van Lavieren, Cornelis Gerrit van Leeuwen, Herman Mees, Joris Ponse, Leo Ponse, Huibert Antonie Ravenswaaij en Everardus Warffemius. Vanaf 1898 was hij daarnaast als tekenleraar verbonden aan de Inrichting voor Doofstommenonderwijs in Rotterdam. Hij ging in 1923 met pensioen.
Nachtweh overleed in 1941, op 84-jarige leeftijd. Hij werd begraven op de algemene Begraafplaats Crooswijk.

## Werken (selectie)
- 1878-1884 Jongen met trommel / verso: Kain en Abel, collectie Rijksakademie
- 1880 mannelijk naaktmodel, collectie Rijksakademie
- 1884 man in historisch kostuum, Rijksmuseum Amsterdam
- 1894-1896 Vol verwachting, Museum Boijmans Van Beuningen
- 1900 portret van Jan Striening
- 1904 portret van dhr. Bikker, directeur van de Inrichting voor Doofstommenonderwijs
- 1915 stilleven (schilderij), Museum Boijmans Van Beuningen
- stilleven met een kan, een appel en een lepel, Museum Boijmans Van Beuningen
- Grauwe dag, Zeeuws Museum

## Afbeeldingen

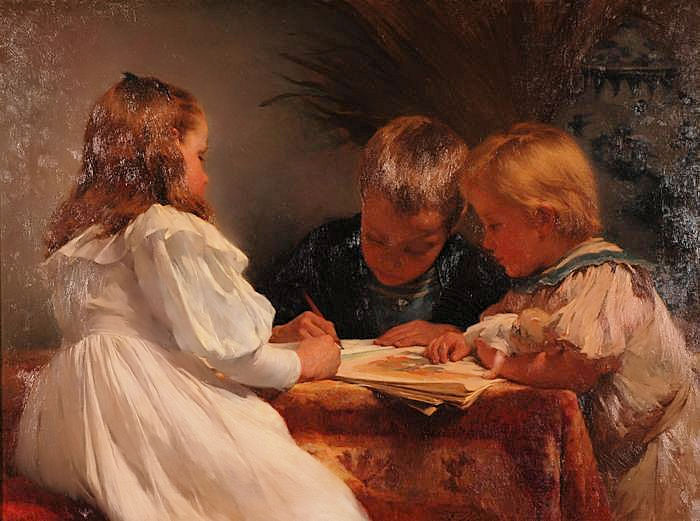
Vol verwachting (1894-1896), met Nachtwehs kinderen Truus, Johan en Jeanet
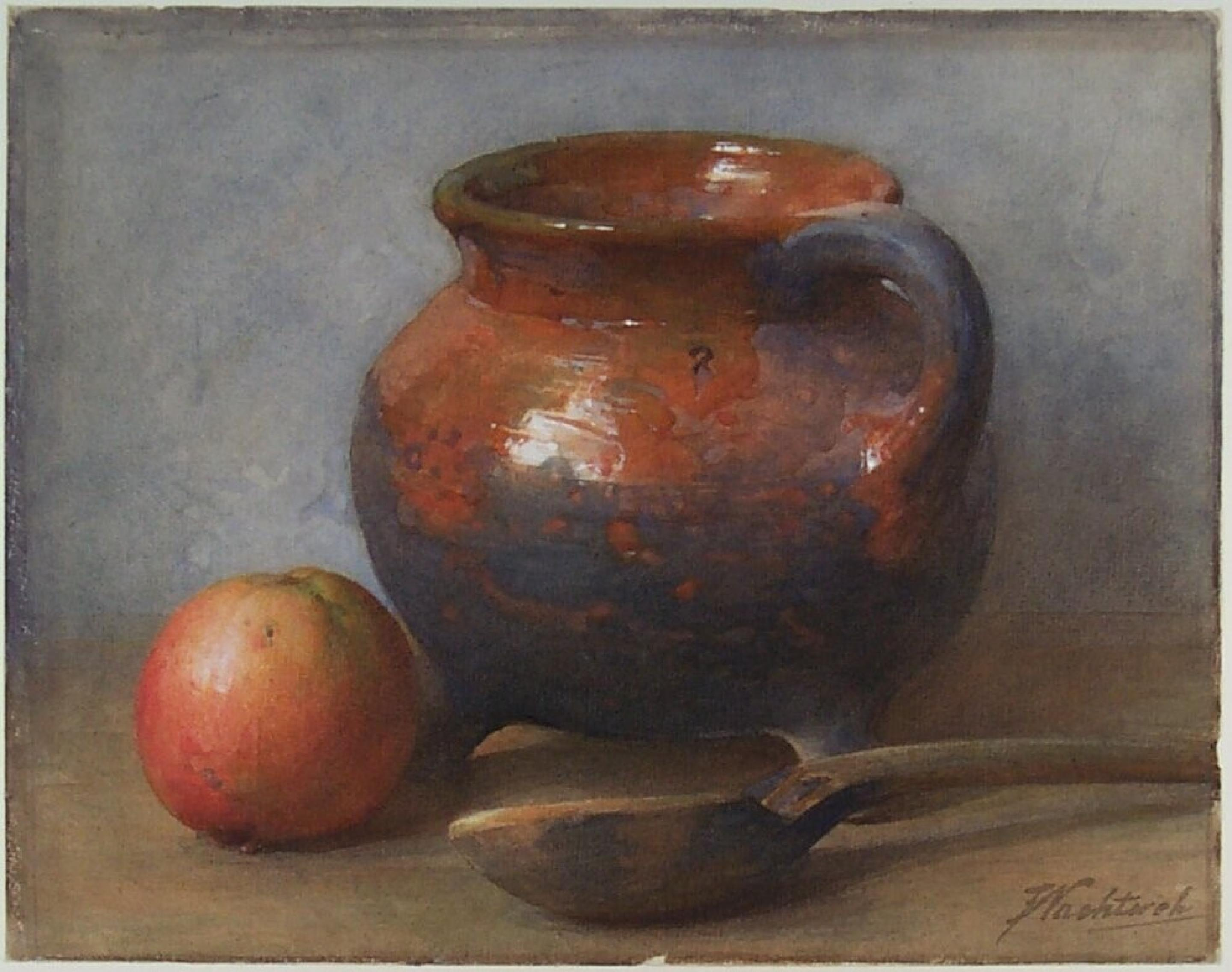
Stilleven met een kan, een appel en een lepel
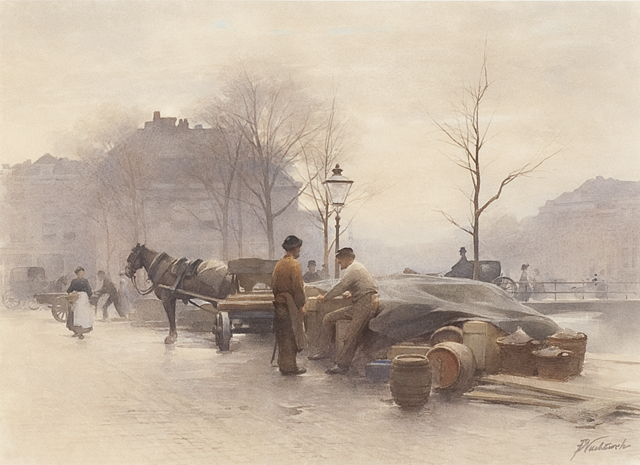
Kade met vrachtwagen en paard
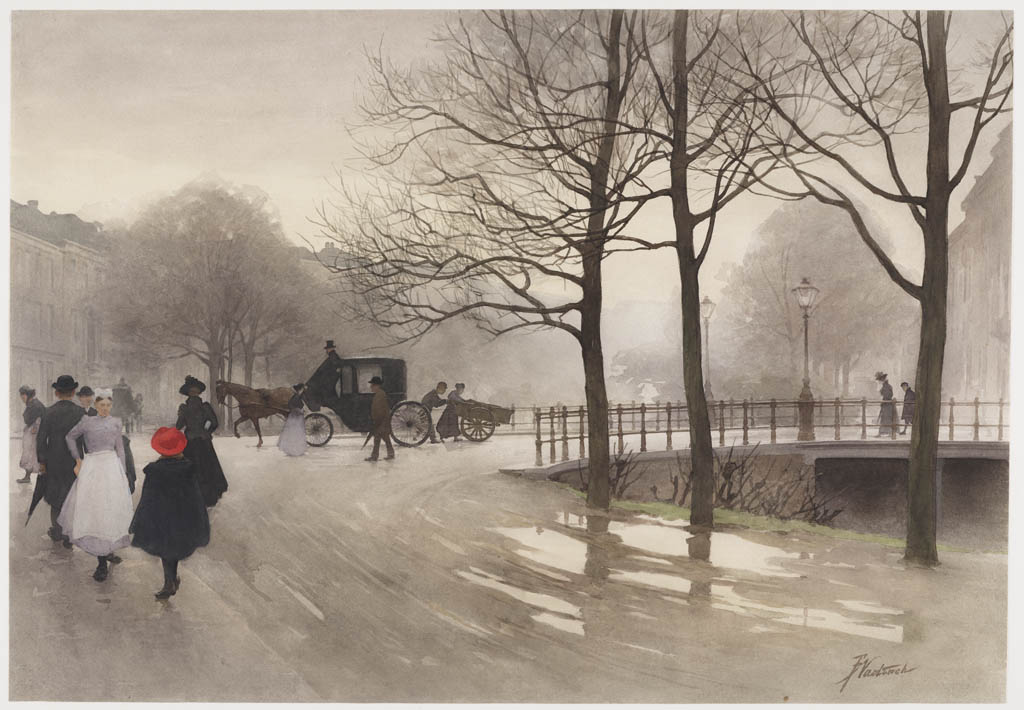
Straatgezicht te Rotterdam in de winter
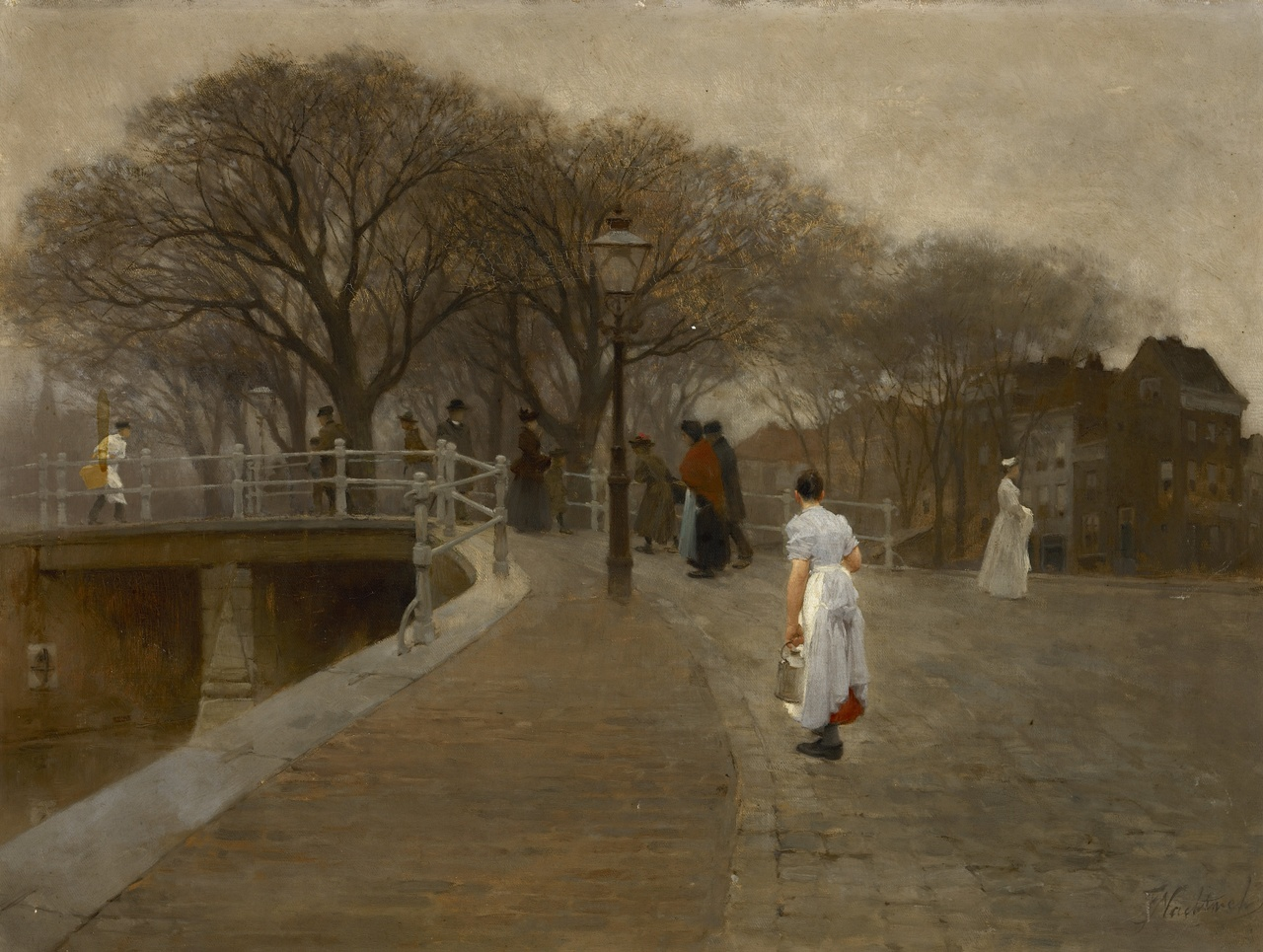
Grauwe dag
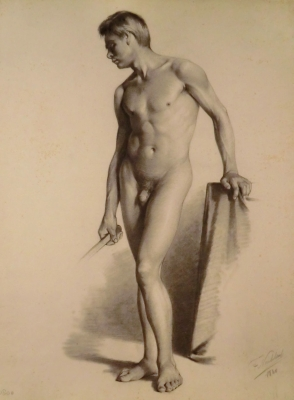
Mannelijk naaktmodel (1880)